# Gennadio (nome)
Gennadio  è un nome proprio di persona italiano maschile.

## Varianti in altre lingue
- Bulgaro: Генади (Genadi)[2]
- Catalano: Genadi[3]
- Francese: Gennade
- Galiziano: Xenadio[3]
- Georgiano: გენადი (Genadi)[2]
- Greco antico: Γενναδιος (Gennadios)[2]
- Latino: Gennadius[1][2]
- Lettone: Genādijs
- Polacco: Gennadiusz, Genady
- Portoghese: Genádio
- Rumeno: Ghenadie[2]
- Russo: Геннадий (Gennadij)[2]
  - Ipocoristici: Женя (Ženja)[4]
- Serbo: Генадије (Genadije)
- Spagnolo: Genadio[3]
- Ucraino: Геннадій (Hennadij)

## Origine e diffusione
Continua l'antico nome greco Γενναδιος (Gennadios), basato forse su γενναδας (gennadas, "nobile", "generoso"). È quindi analogo, per significato, ai nomi Nadav, Karim e Generoso.
L'ipocoristico russo Женя (Ženja) è condiviso col nome Евгений (Evgenij).

## Onomastico

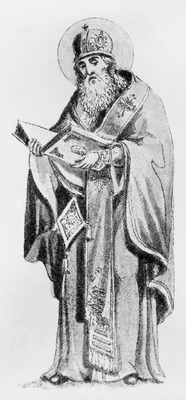
Gennadio di Novgorod

Il nome è stato portato da più santi, e l'onomastico può essere festeggiato in memoria di uno qualsiasi di essi, alle date seguenti:
- 16 maggio, san Gennadio, martire con san Felice a Uzali, in Africa[2][5]
- 24 maggio, san Gennadio, vescovo di Astorga e poi monaco ed eremita[5]
- 26 maggio, san Gennadio, eremita a Montecassino[5]
- 31 agosto, san Gennadio, patriarca di Costantinopoli[6]
- 4 dicembre, san Gennadio, arcivescovo di Novgorod[7]

## Persone
- Gennadio, esarca bizantino
- Gennadio di Marsiglia, presbitero, scrittore e storico francese
- Gennadio di Novgorod, monaco e arcivescovo ortodosso russo
- Gennadio Avieno, politico romano

### Variante Gennadij
- Gennadij Ajgi, poeta russo

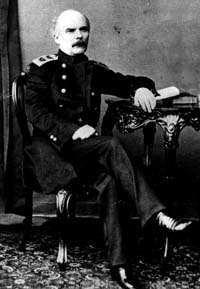
Gennadij Nevel'skoj

- Gennadij Čurilov, hockeista su ghiaccio russo
- Gennadij Golovkin, pugile kazako
- Gennadij Ionov, giocatore di calcio a 5 russo
- Gennadij Janaev, politico russo
- Gennadij Nevel'skoj, navigatore ed esploratore russo
- Gennadij Padalka, cosmonauta russo
- Gennadij Roždestvenskij, direttore d'orchestra e compositore russo
- Gennadij Sarafanov, cosmonauta sovietico
- Gennadij Strekalov, cosmonauta e ingegnere sovietico
- Gennadij Trošev, militare russo
- Gennadij Zjuganov, politico russo

### Altre varianti
- Gennadi Drozdov, calciatore azero
- Genādijs Soloņicins, calciatore lettone
- Gennadios Zervós, arcivescovo ortodosso greco